# Référendum révocatoire
Le référendum révocatoire est un droit civique existant dans plusieurs États, principalement en Europe et aux Amériques,, qui donne aux citoyens la possibilité de convoquer un référendum portant sur la révocation d'un élu ou d'un agent public.
Un tel référendum peut, suivant les pays, être convoqué au moyen d'une initiative populaire ou d'une majorité d'élus au parlement, certains pays requérant les deux.
Le référendum révocatoire constitue un complément à l’élection puisqu’il permet au peuple, ou plus exactement aux électeurs, de revenir sur leur choix sans attendre obligatoirement la fin du mandat, lorsque celui qu’ils ont désigné leur semble ne plus faire l’affaire, ne pas respecter ses engagements, l’idée sous-jacente étant que le peuple, parce qu’il est souverain, a toujours le droit de changer d’avis, et qu’il peut le faire à tout moment. Robespierre parlait de son « droit imprescriptible de révoquer ses mandataires.

## Histoire du référendum révocatoire
Apparu au cours de l’Antiquité, le recall est un mécanisme de démocratie directe permettant aux citoyens de destituer un élu. Cette pratique remonte à la République romaine où les tribuns du peuple pouvaient être destitués par les citoyens à l’issue d’un vote. Elle concerne aujourd’hui 25 pays mais ses modalités varient considérablement d’un territoire à l’autre.

## Comment fonctionne un référendum révocatoire
Le principe de référendum révocatoire ou recall elections en anglais se caractérise par le fait de pouvoir raccourcir le mandat de quelqu’un par un vote citoyen. Les modalités de ce référendum varient beaucoup en fonction des pays. Il est généralement inscrit dans la constitution. (ex: Equateur)
Deux types de référendums révocatoires existent :  
- Le référendum révocatoire direct : à l’initiative des citoyens. Pour ce cas, la procédure inclut trois étapes : 
  1. Une pétition pour demander la révocation d’un ou plusieurs élus
  2. Un référendum qui ne se déclenche que si la pétition atteint à certain seuil de signatures
  3. Une élection qui ne se déclenche que si le « oui » gagne lors du référendum.
- Le référendum révocatoire indirect : à l’initiative des autorités.

Dans certains cas (par exemple en Arizona ou du Michigan), un nombre suffisamment grand de signataires suffit pour déclencher de nouvelles élections, sans la tenue d’un référendum. Dans d’autres cas, comme la Virginie, il n’y aura pas d’élection, et le successeur de l’élu révoqué sera choisi par voie juridique. En outre, parfois, la révocation porte sur des élus individuellement – en Amérique du nord et du sud – alors que dans d’autres cas la révocation est collective et porte sur l’ensemble de l’assemblée élue, par exemple en Slovaquie. Dans presque tous les cas, la révocation des élus équivaut au droit populaire de fixer à tout moment la date de nouvelles élections.

## Pays concernés

### États-Unis
Il existe aux États-Unis une procédure de révocation baptisée recall elections (« scrutins de rappel ») qui permet aux citoyens de retirer à la fois son mandat à un agent public et de le remplacer avant le terme de son mandat. Le recall (« rappel ») d'un fonctionnaire d'État ne peut être mis en œuvre que par un scrutin public au suffrage universel. Dans 11 des 19 États américains ayant institué cette procédure au niveau de l'État, il n'est pas nécessaire de présenter des motifs spécifiques.
En réalité, l'utilisation de cette procédure est beaucoup plus fréquente dans les administrations locales qu’au niveau des gouvernements des États. Selon certaines estimations[Lesquelles ?], les trois quarts des recall elections concernent un conseil municipal ou une commission scolaire (organisme indépendant gérant les établissements éducatifs). Au niveau fédéral, la procédure de rappel n'est pas admise et la Cour suprême a jusqu'à présent invalidé toutes dispositions des Constitutions des États fédérés relatives au rappel de leurs représentants au Congrès.
Au niveau de l'État, les motifs de révocation d'un élu ont surtout un caractère politique, comme le fait de sanctionner un élu dont les actions et votes ont été contraires aux intérêts des électeurs. Tandis qu'au niveau local, ces motifs sont souvent éthiques : comme une perte de confiance à la suite de corruption, d’incompétence, de fautes professionnelles ou de comportements inconvenants (ceci indépendamment du fait que le fautif ait été ou non condamné en justice).
Même si la procédure varie d'un État à l'autre, elle comporte généralement les étapes suivantes :
1. le dépôt de demande de pétition afin de mettre en circulation une pétition de rappel rassemblant un nombre minimal de signatures (certains États[Lesquels ?] exigent que ces demandes soient fondées sur des motifs dont la liste figure dans leur Constitution) ;
2. la mise en circulation de la pétition de rappel devant rassembler au moins un nombre de signatures déterminé par la Constitution de l'État, et ceci dans une période de temps limitée ;
3. la soumission de la pétition auprès de la commission électorale concernée, chargée de la vérification des signatures et du contrôle de légalité ;
4. si la pétition rassemble, durant le temps imparti, suffisamment de signatures valables, un référendum est organisé. Sinon, la pétition est abandonnée. Dans certains États (Wisconsin, Arizona et Michigan), il n'y est pas organisé de référendum révocatoire préalable, et on procède directement à une élection anticipée (one-step recall, c'est-à-dire « une étape de rappel »).
5. Si un référendum révocatoire organisé donne un résultat favorable au rappel (majorité de « oui »), le fonctionnaire ou agent est révoqué. Une élection simultanée ou postérieure au référendum est tenue afin de pourvoir le poste devenu vacant (two-step recall, c'est-à-dire « deux étapes de rappel »).

### Suisse
Bien que les référendums révocatoires ne soient pas possibles au niveau fédéral en Suisse, six cantons les autorisent, :
Berne : Le référendum révocatoire de l'exécutif et du législatif est possible depuis 1846. 30 000 signatures (4 % de tous les citoyens adultes) sont nécessaires pour déclencher un référendum révocatoire. Une tentative infructueuse de référendum révocatoire de l'exécutif a eu lieu en 1852 (affaire 'Schatzgelder').
Schaffhouse : Le référendum révocatoire de l'exécutif et du législatif est possible depuis 1876. 1 000 signatures (2 % de tous les citoyens adultes) sont nécessaires pour déclencher un référendum révocatoire. Une tentative infructueuse a eu lieu en 2000, initiée par le juriste et député cantonal Gerold Meier.
Soleure : Le référendum révocatoire de l'exécutif et du législatif est possible depuis 1869. 6 000 signatures (3 % de tous les citoyens adultes) sont nécessaires pour déclencher un référendum révocatoire. Une tentative infructueuse a eu lieu en 1995, en lien avec un scandale bancaire. Trois autres tentatives (en 1887, 1961 et 1973) n'ont pas recueilli le nombre de signatures nécessaires.
Tessin : La révocation de l'exécutif est possible depuis 1892. 15 000 signatures (7 % de tous les citoyens adultes) sont nécessaires pour déclencher un référendum de révocation. Une tentative infructueuse a eu lieu en 1942. De plus, la révocation des exécutifs municipaux est possible depuis 2011, nécessitant les signatures de 30 % de tous les citoyens adultes.
Thurgovie : La révocation de l'exécutif et du législatif est possible depuis 1869. 20 000 signatures (13 % de tous les citoyens adultes) sont nécessaires pour déclencher un référendum de révocation. Aucune tentative n'a été enregistrée.
Uri : La révocation de l'exécutif et du législatif est possible depuis 1888. Depuis 1979, 600 signatures (3 % de tous les citoyens adultes) sont nécessaires pour déclencher un référendum de révocation. De plus, la révocation des exécutifs et législatifs municipaux est possible depuis 2011, nécessitant les signatures de 10 % des électeurs inscrits. Aucune tentative n'a été enregistrée au niveau cantonal ou municipal.
La possibilité de référendums révocatoires (avec l'élection populaire des exécutifs, l'initiative et le référendum législatif) a été introduite dans plusieurs constitutions cantonales après les années 1860, dans le cadre d'un large mouvement de réforme démocratique. Cependant, cet instrument n'a jamais eu une importance pratique : les quelques tentatives ont échoué, souvent faute de signatures suffisantes, et il a été aboli lors de révisions constitutionnelles dans les cantons d'Argovie (1980), de Bâle-Campagne (1984) et de Lucerne (2007).
La seule révocation réussie a eu lieu dans le canton d'Argovie en 1862. Toutefois, la possibilité de révoquer les exécutifs municipaux a été introduite au Tessin en 2011, avec 59 % des voix en faveur, en réaction à des problèmes perçus de querelles et de dysfonctionnements dans les gouvernements municipaux.

### Équateur
En accord avec l'article 105 de la Constitution équatorienne, tous les élus équatoriens peuvent faire l'objet de référendum révocatoire si au moins 10 % des électeurs inscrits sur les listes électorales  dans la circonscription de l'élu concerné en font la demande dans un délai de six mois. Dans le cas du président de la République, le seuil est de 15 % des inscrits au niveau national (soit environ 1 950 000 signatures en 2018),.
Un tel référendum ne peut être convoqué qu'une seule fois au cours du mandat de l'élu. Il ne peut pas non plus l'être au cours de la première ou de la dernière année du mandat.

### Mexique
L'article 35 de la constitution et sa loi d'application, introduits à la faveur du Référendum révocatoire mexicain de 2022 disposent qu'un référendum révocatoire d'origine populaire peut être convoqué à l'encontre du Président à partir de la moitié de son mandat de six ans si au moins 3 % du total des inscrits sur les listes électorales en signe la demande au cours d'une période de quatre mois correspondant au mois précédant la fin de la troisième année du mandat présidentiel et aux trois mois suivant celle ci. Le seuil de 3 % des inscrits doit par ailleurs être obtenu dans au moins dix sept des trente et un États et de la capitale fédérale. L'institut national électoral (INE) est chargé de vérifier la validité des signatures dans les trente jours suivant la demande et, si le seuil requis est atteint, de convoquer le référendum pour le premier dimanche suivant une période de quatre vingt dix jours à partir de l'annonce de validation de la collecte. Le vote est cependant reporté au dimanche suivant si la première date coïncide avec l'organisation de scrutin fédéraux ou locaux,,.
Pour être validée, la révocation du mandat présidentiel doit réunir la majorité absolue des suffrages exprimés, couplée à un taux de participation au référendum d'au moins 40 % du total des électeurs inscrits sur les listes électorales,.

### Palaos
En accord avec l'article 8 de la Constitution de 1979, le président et le vice-président peuvent faire l'objet d'un référendum révocatoire si au moins deux tiers des membres des assemblées d'au moins trois quarts des seize États des Palaos en font la demande. Un référendum révocatoire est alors organisé entre trente et soixante jours après le dépôt de la demande.

### Roumanie
La possibilité d'un référendum révocatoire est prévue par la constitution de 1991. L'article 95 de la constitution établit les modalités de suspension du président de la Roumanie, qui nécessite obligatoirement la tenue d'un tel scrutin. En cas de « faits graves violant les dispositions de la Constitution », sur proposition d'un tiers des membres du parlement, le président est suspendu par un vote à la majorité absolue de la Chambre des députés et du Sénat réunis en séance commune, après consultation de la Cour constitutionnelle. En cas de vote favorable des parlementaires, le référendum a lieu dans les trente jours suivants.
S'ils sont légalement contraignants, les référendums organisés en Roumanie doivent cependant franchir plusieurs quorums pour être déclarés valides.
Le « oui » à la question posée doit ainsi obtenir, d'une part, la majorité absolue des suffrages exprimés, et, d’autre part, au moins 25 % du total des inscrits sur les listes électorales.
L'ensemble des votants, comprenant le nombre de suffrages exprimés, de votes blancs et de votes invalides, doit également totaliser un taux de participation au moins égal à 30 % du total des inscrits sur les listes électorales. Ces quorums ont été mis en place la Loi n°341 de 2013 modifiant et complétant la loi 3/2000, effective en 2014. Auparavant, un quorum de 50 % de participation était exigé.
Deux scrutins de cette nature ont eu lieu en 2007 et en 2012 à l'encontre du président Traian Băsescu. Le premier a été doublement rejeté par une majorité des votants et un taux de participation en deçà du quorum de 50 %. Le deuxième a été approuvé par une majorité des votants mais invalidé par un taux de participation insuffisant.

### Venezuela
Dans ce pays, il existe depuis 1999 un « référendum révocatoire de mi-mandat », qui consiste à permettre la révocation d'un président, une fois la moitié de son mandat effectué.
En accord avec l'article 72 de la Constitution, tous les élus vénézuéliens peuvent faire l'objet d'un référendum révocatoire, si au moins 20 % des électeurs inscrits sur les listes électorales dans la circonscription de l'élu concerné en font la demande. Dans le cas du président de la République, ce seuil représente en 2018 quelque 4 106 000 signatures. Pour être valide et impératif, le référendum révocatoire doit recueillir un nombre de suffrages en faveur de la révocation plus élevé que celui recueilli par l'élu lors de son élection, et franchir un quorum de 25 % de participation.
Un tel référendum ne peut être convoqué qu'une seule fois au cours du mandat de l'élu, et ne peut pas non plus l'être au cours de la première moitié de son mandat.
L'opposition à Hugo Chávez ayant réuni le nombre de signatures nécessaires pour entamer la procédure de révocation, un tel référendum a lieu en 2004 : le « non » l’emporte finalement avec 59 % des suffrages exprimés.

### France
Avec l'instabilité ministérielle qui a duré au cours de la troisième République et de la quatrième République, le gouvernement et l'Assemblée Nationale n'ont pas adopté le référendum révocatoire afin de préserver la stabilité du gouvernement.
Lors du mouvement des Gilets jaunes en 2018-2019, plusieurs expressions revendicatives se sont prononcées en faveur d'une telle procédure, inscrite notamment par le mouvement de La France Insoumise dans son programme politique depuis plusieurs années.

## Autres formes

### Royaume-Uni
En 2015, le Premier ministre conservateur David Cameron institue la possibilité d'une pétition révocatoire à l'encontre des députés ayant été condamnés à une peine privative de liberté ou suspendus plus de 21 jours par la Chambre, notamment pour manquement à la déontologie. Dans ces deux cas seulement, une pétition révocatoire peut avoir lieu. Si elle est signée dans les huit semaines par au moins 10 % des inscrits de la circonscription concernée, le député est déchu de son mandat et une élection partielle (à laquelle il peut se représenter) est organisée. En 2019, la députée travailliste Fiona Onasanya est la première élue concernée par cette pétition révocatoire, après avoir été condamnée à trois mois de prison pour entrave à la justice.

## Enjeux sociétaux

### Avantages
Mécanisme dont l’objectif principal est de responsabiliser les élus face à leurs électeurs. Assurer que les représentants agissent selon les attentes de ceux qui les ont élus. Il permet de sanctionner un élu en cas de malversation ou de mauvaise gestion. Cela redonne une forme de pouvoir au peuple, qui redevient un véritable acteur, en tant qu’ensemble de citoyens.

### Inconvénients
Ce système peut également entraîner des instabilités politiques notamment en cas d’abus. La mise en place d’un référendum révocatoire peut créer des problèmes de gouvernabilité et déboucher sur une contestation permanente, perturbant ainsi la continuité politique.